# Campeonato de Francia de Rugby 15 1982-83
El Campeonato de Francia de Rugby 15 1982-83 fue la 84.ª edición del Campeonato francés de rugby.
El campeón del torneo fue el equipo de Béziers quienes obtuvieron su décimo campeonato.

## Desarrollo

### Grupo A
| Grupo 1 - RRC Nice - Narbonne - Agen - Angoulême - Oloron - Tulle - Boucau - Carcassonne - Nîmes - Racing                     | Grupo 2 - Béziers - Montauban - Bayonne - Toulouse - Touloun - Lourdes - Biarritz - La Voulte - Mont de Marsan - Auch |
| Grupo 3 - Grenoble - Stadoceste - Aurillac - Montferrand - Bègles - Tyrosse - Castres - La Rochelle - Bourgoin-Jallieu - Albi | Grupo 4 - Pau - Graulhet - Perpignan - Stade Bagnérais - Dax - US Bressane - Romans - Brive - Avenir Aturin - Valence |

### Pre-clasificación
| 1983 | Perpigan | 13 - 9 | Toulon |  |  |

| 1983 | Toulouse | 20 - 9 | Oloron |  |  |

| 1983 | Bayonne | 13 - 6 | Tulle |  |  |

| 1983 | Lourdes | 20 - 18 | Angoulême |  |  |

| 1983 | US Bressane | 12 - 10 | Aurillac |  |  |

| 1983 | Bègles | 16 - 15 | Dax |  |  |

| 1983 | Montferrand | 7 - 3 | Stade Bagnérais |  |  |

| 1983 | Agen | 27 - 12 | Tyrosse |  |  |

### Octavos de final
| Equipo 1    | Equipo 2    | Ida   | Vuelta |
| ----------- | ----------- | ----- | ------ |
| Stadoceste  | Perpignan   | 9-3   | 11-31  |
| Béziers     | Toulose     | 3-0   | 12-6   |
| Bayonne     | Montauban   | 27-3  | 13-6   |
| Lourdes     | Grenoble    | 15-10 | 31-12  |
| RRC Nice    | US Bressane | 47-9  | 32-21  |
| Pau         | Bègles      | 11-6  | 13-12  |
| Montferrand | Narbonne    | 21-12 | 9-21   |
| Agen        | Graulhet    | 15-15 | 7-6    |

### Cuartos de final
| 1983 | Béziers | 7 - 0 | Perpignan |  |  |

| 1983 | Bayonne | 13 - 12 | Lourdes |  |  |

| 1983 | RRC Nice | 19 - 15 | Pau |  |  |

| 1983 | Agen | 27 - 21 | Narbonne |  |  |

### Semifinal
| 1983 | Béziers | 19 - 12 | Bayonne |  |  |

| 1983 | RRC Nice | 18 - 12 | Agen |  |  |

### Final
| 28 de mayo de 1983 | Béziers | 14 - 6 | RRC Nice | Parc des Princes, Paris |  |

| Bandera de Francia |
| Campeón Béziers    |
| Décimo título      |